# Avon-la-Pèze
Avon-la-Pèze är en kommun i departementet Aube i regionen Grand Est (tidigare regionen Champagne-Ardenne) i nordöstra Frankrike. Kommunen ligger  i kantonen Marcilly-le-Hayer som ligger i arrondissementet Nogent-sur-Seine. År 2022 hade Avon-la-Pèze 209 invånare.

## Befolkningsutveckling
Antalet invånare i kommunen Avon-la-Pèze
Referens: INSEE

## Galleri

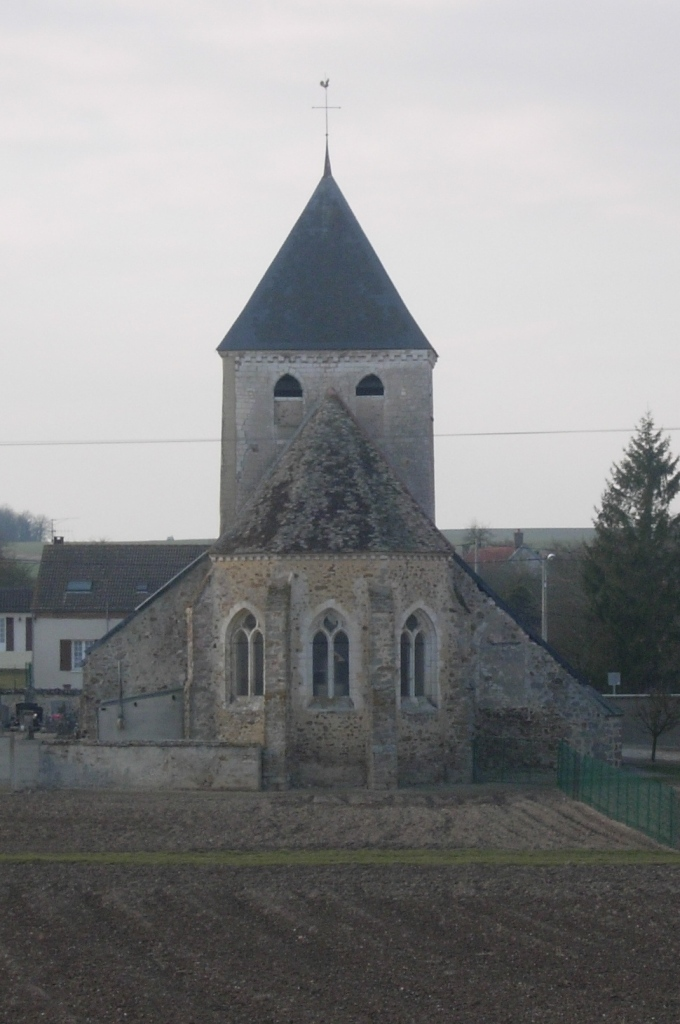
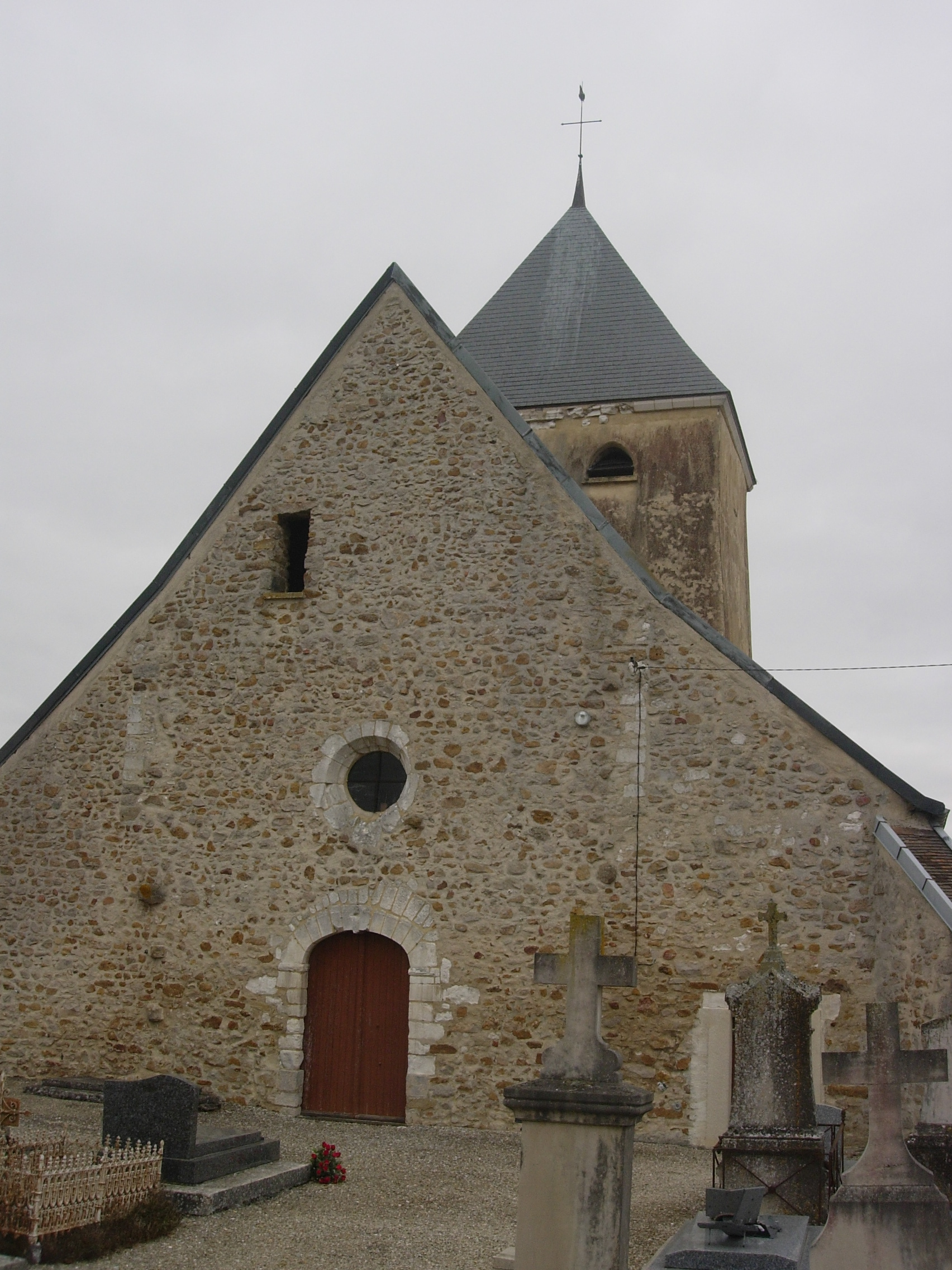
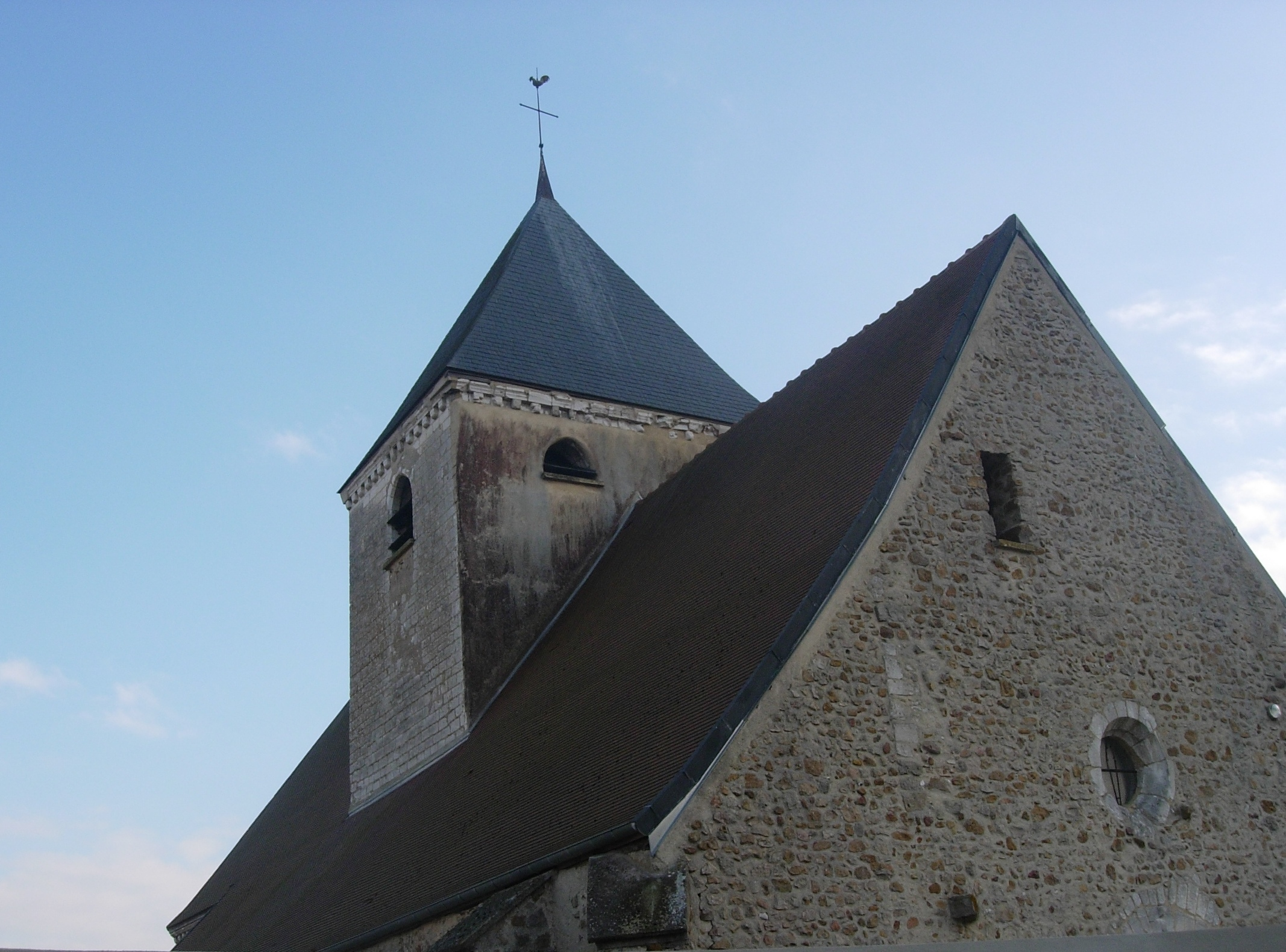
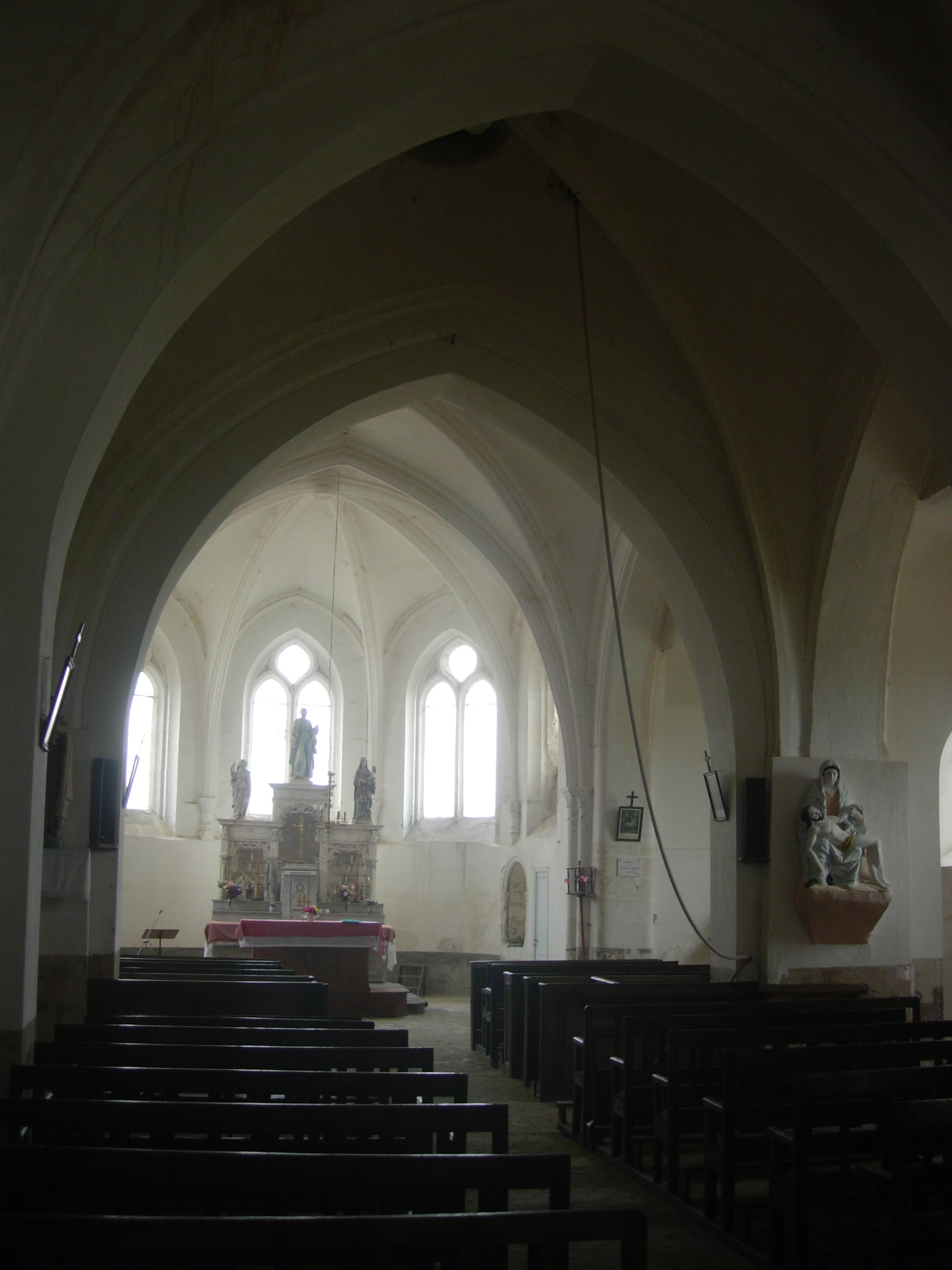
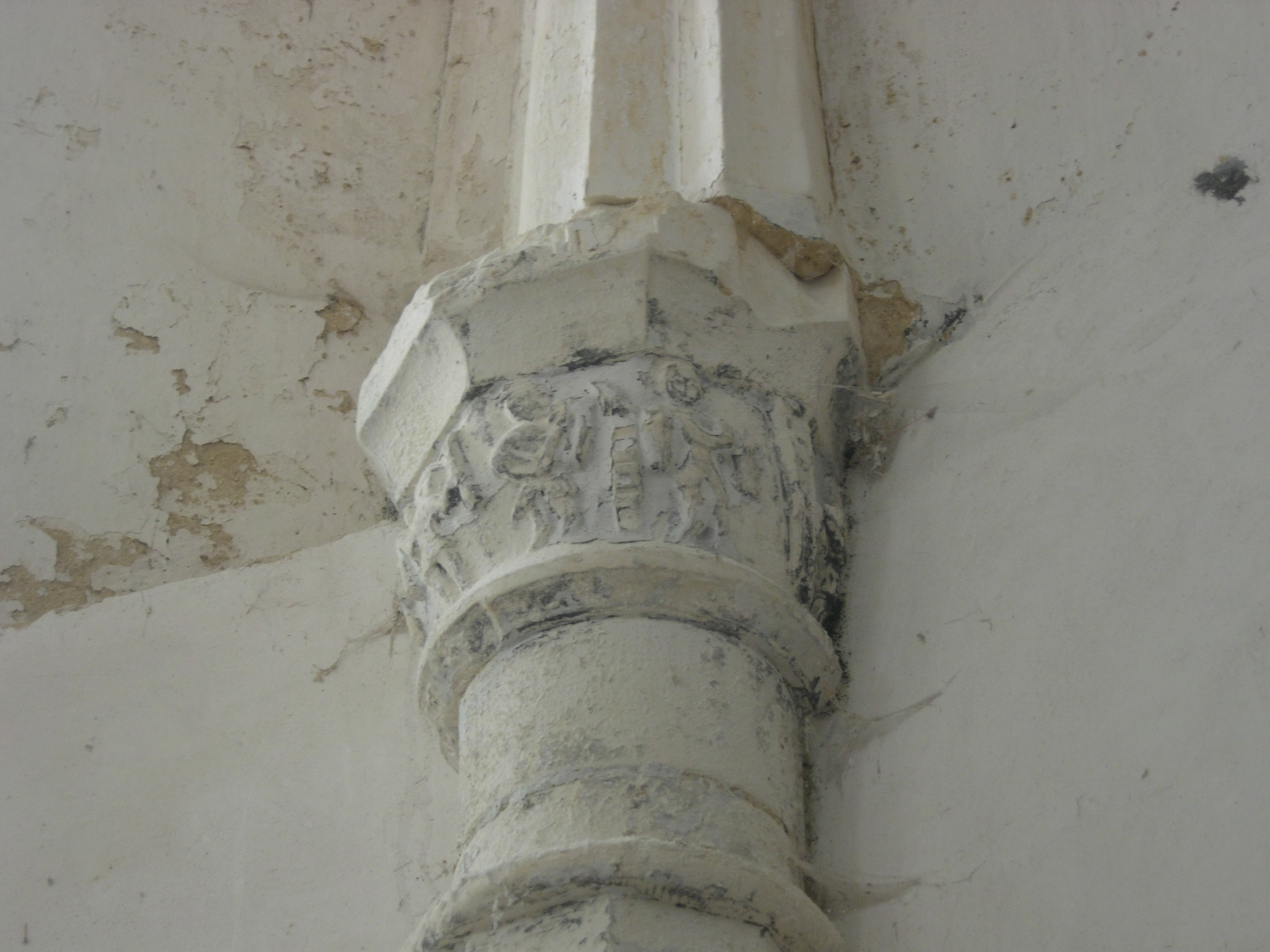
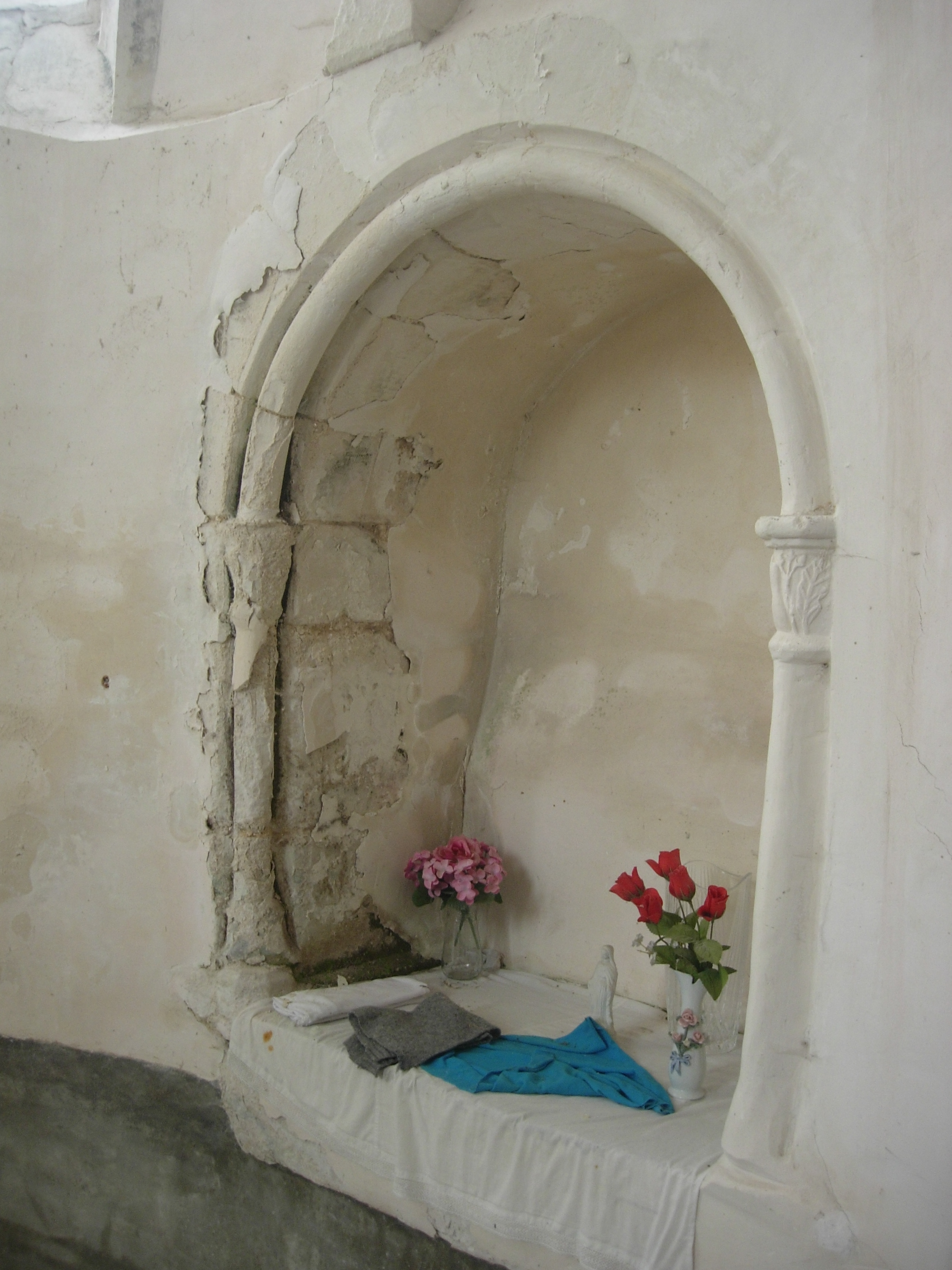
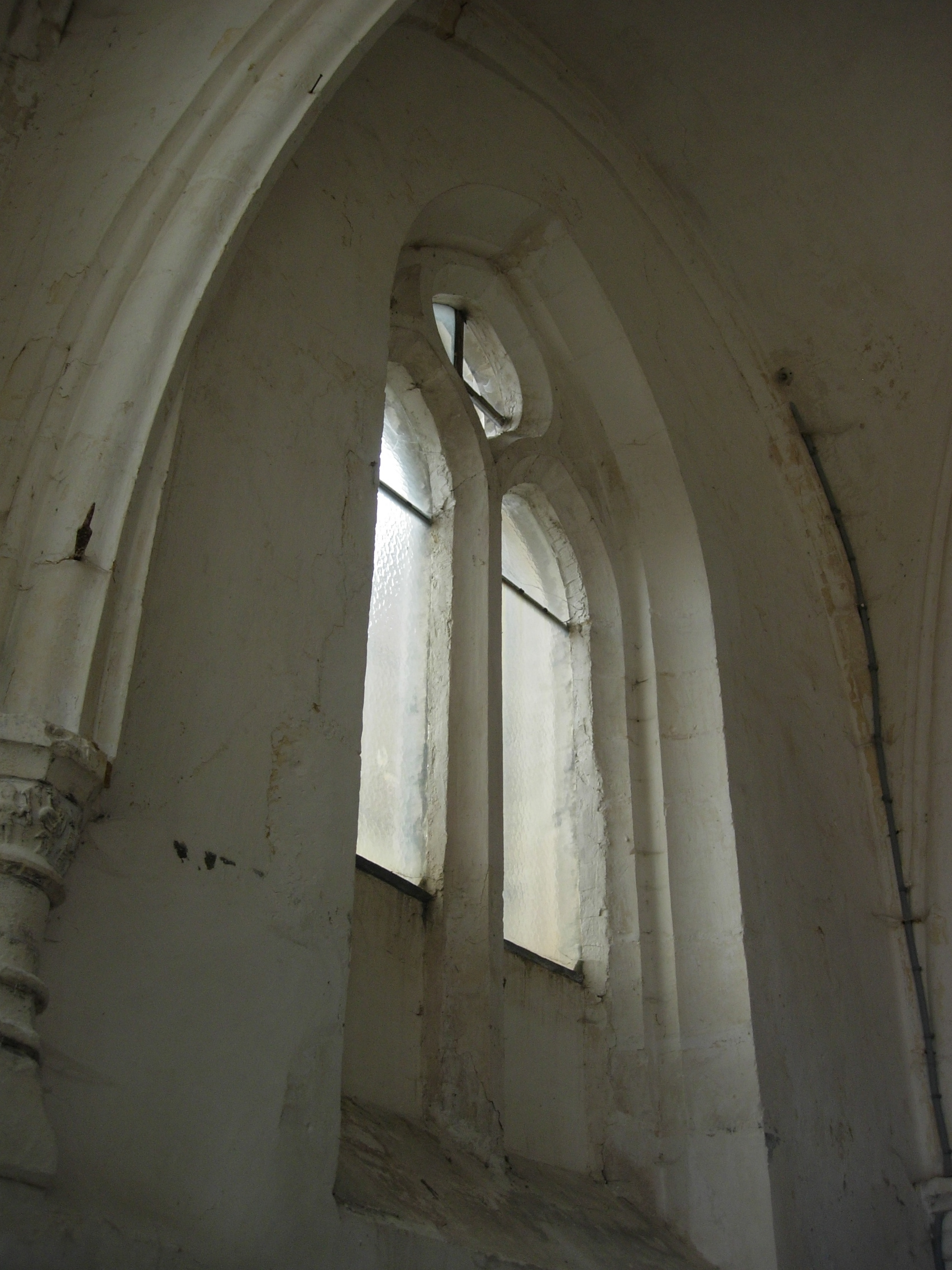
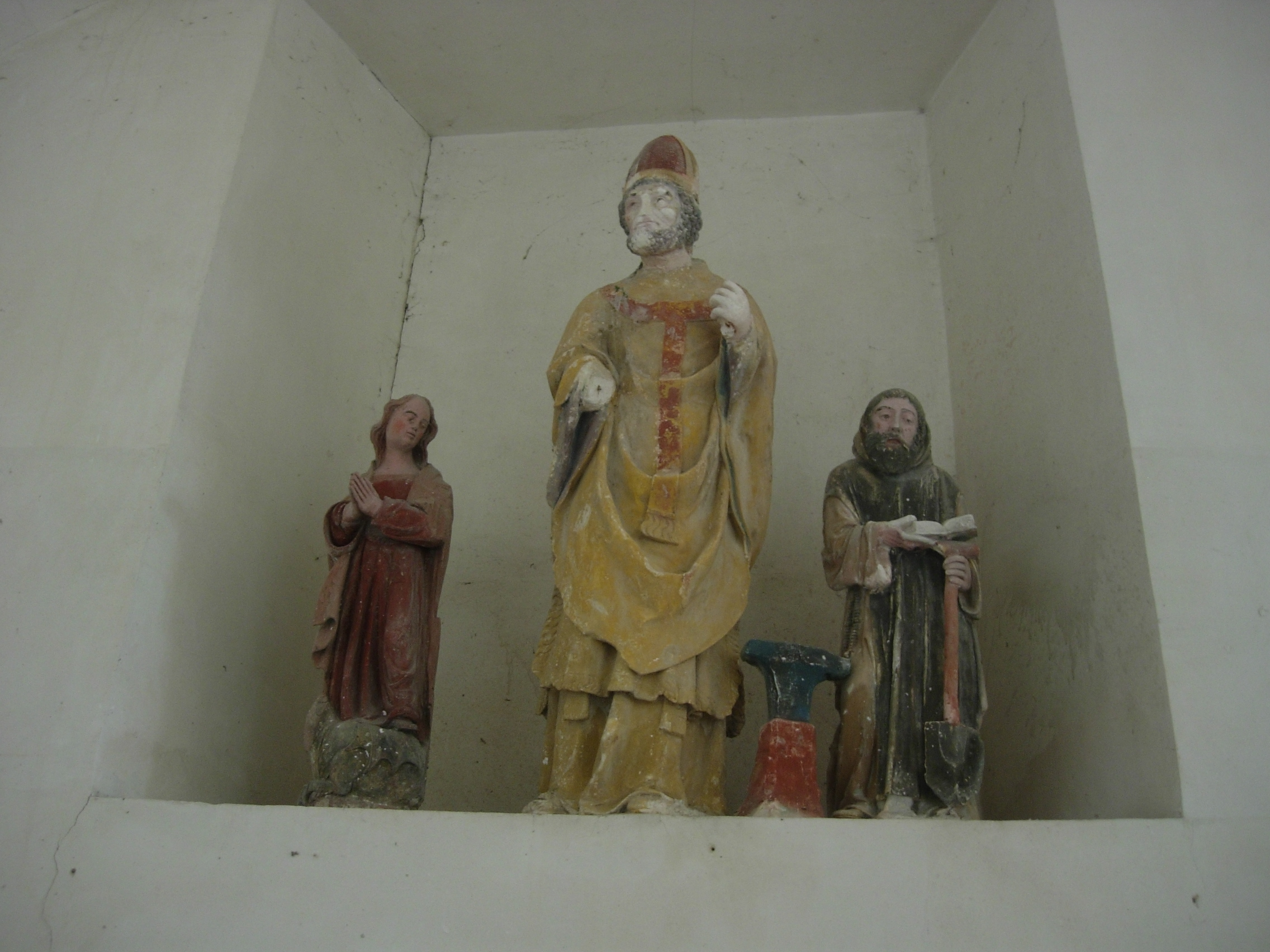
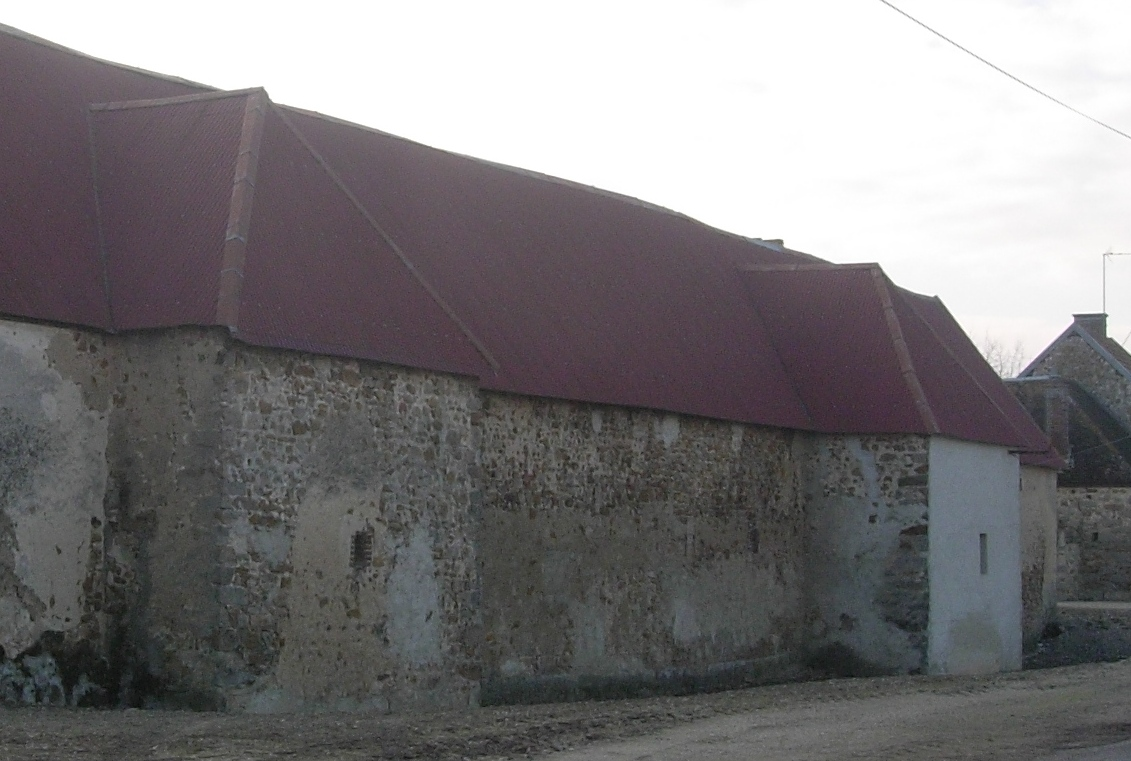